# Cosmas Silei
Cosmas Silei (né le 10 septembre 1948) est un athlète Kényan, spécialiste des épreuves de demi-fond.

## Biographie
Il remporte en 1973 la médaille d'or du 800 m des Jeux africains.
Il participe aux séries du 1 500 m lors des Jeux olympiques de 1972 à Munich.

## Palmarès
| Date | Compétition          | Lieu         | Résultat | Épreuve     | Temps         |
| ---- | -------------------- | ------------ | -------- | ----------- | ------------- |
| 1973 | Jeux africains       | Lagos        | 1er      | 800 m       | 1 min 45 s 38 |
| 1974 | Jeux du Commonwealth | Christchurch | 5e       | 400 m haies | 50 s 02       |

## Records
| Épreuve | Temps         | Lieu   | Date             |
| ------- | ------------- | ------ | ---------------- |
| 800 m   | 1 min 45 s 38 | Lagos  | 17 janvier 1973  |
| 1 500 m | 3 min 39 s 5  | Kisumu | 1er juillet 1972 |